# 铎水县
铎水县，中国古县名。
元朝至元二十年（1283年）置，治所在今陕西省勉县东。为沔州治。明朝洪武三年（1370年）废。 